# Joan-Enric Vives i Sicília
Joan-Enric Vives i Sicília, född den 24 juli 1949 i Barcelona, är en katolsk präst som var biskop av Urgell från maj 2003 till maj 2025. På grund av detta var han också en av Andorras samregerande furstar tillsammans med Frankrikes president under samma tid.

## Tidigt liv
Vives i Sicília är född i Barcelona år 1949. Hans föräldrar hette Francesc Vives i Pons och Cornèlia Sicília Ibáñez som ägde en liten butik. Joan-Eric var det tredje barnet i familjen.
År 1965 började Vives i Sicília studera teologi vid ett seminarium i Barcelona. Han blev färdig med sina studier elva år senare. Senare började han undervisa katalanska på Barcelonas universitet och sedan fortsatte han sina egna studier: han tog examen i pedagogik år 1982. Vives i Sicília disputerade för doktorsgraden i filosofi år 1992 vid samma universitet.
Vives i Sicília fick sin prästvigning den 24 september 1974 i Barcelona. Sedan började han jobba som präst i flera församlingar under stiften. År 1993 utnämndes Vives i Sicília till Barcelonas bistående biskop.

## Som biskop och furste
Vives i Sicília utnämndes till biskop av Urgell den 12 maj 2003 då hans företrädare Joan Martí i Alanis gick till pension. Enligt Andorras grundlag blev han också samtidigt en av landets samregerande furstar. Enligt grundlagen ska han också ha en representant på platsen i Andorra. Han svors in i Casa de la Vall (Andorras parlaments tidigare mötesplats) den 10 juli.
Vives i Sicília har flera gånger hotat att avgå som Andorras furste om staten legaliserar abort.

## Utmärkelser
- Kristusorden (Portugal, 2010)[7]

År 2010 fick Vives i Sicília titeln ärkebiskop ad personam, som är en personlig utmärkelse från påven.